# Arthur Clark
Arthur T. Clark (* 8. September 1900 in Birchmore, Telford and Wrekin; † 25. April 1979 in Broadstairs) war ein britischer Langstreckenläufer.
Beim Mannschaftsrennen über 3000 m der Olympischen Spiele 1924 in Paris kam er als fünftes Mitglied des britischen Teams auf den 14. Platz. Obwohl er damit ein Streichresultat abgeliefert hatte, wurde er wie der Rest der britischen Mannschaft mit der Silbermedaille ausgezeichnet.
Clark startete für die Leichtathletik-Vereine Sparkhill Harriers, wo er Mannschaftskapitän war, und später Belgrave Harriers. Er gewann 1-Meilen-Rennen in Warwickshire (1923, 1924) und 4-Meilen-Rennen sowie den Crosslauf bei den Midland-Counties-Wettbewerben (1924). Auch wurde er 1924 Zweiter über eine Meile bei den britischen AAA-Championships.
Clark arbeitete als Angestellter in Birmingham. Er starb 1979 im Alter von 78 Jahren.